# Коррелл (Міннесота)
Коррелл (англ. Correll) — місто (англ. city) в США, в окрузі Біг-Стоун штату Міннесота. Населення — 26 осіб (2020).

## Географія
Коррелл розташований за координатами 45°13′55″ пн. ш. 96°9′45″ зх. д. / 45.23194° пн. ш. 96.16250° зх. д. (45.232018, -96.162634).  За даними Бюро перепису населення США в 2010 році місто мало площу 0,94 км², уся площа — суходіл. В 2017 році площа становила 0,99 км², уся площа — суходіл.

## Демографія
Згідно з переписом 2010 року, у місті мешкали 34 особи в 18 домогосподарствах у складі 10 родин. Густота населення становила 36 осіб/км².  Було 27 помешкань (29/км²).
Расовий склад населення:
| - 94,1 % — білих - 2,9 % — корінних американців - 2,9 % — чорних або афроамериканців |

До двох чи більше рас належало 0,0 %. Частка іспаномовних становила 2,9 % від усіх жителів.
За віковим діапазоном населення розподілялося таким чином: 8,8 % — особи молодші 18 років, 64,7 % — особи у віці 18—64 років, 26,5 % — особи у віці 65 років та старші. Медіана віку мешканця становила 48,5 року. На 100 осіб жіночої статі у місті припадало 112,5 чоловіків;  на 100 жінок у віці від 18 років та старших — 106,7 чоловіків також старших 18 років.
За межею бідності перебувало 47,4 % осіб, у тому числі 0,0 % дітей у віці до 18 років та 50,0 % осіб у віці 65 років та старших.
Цивільне працевлаштоване населення становило 9 осіб. Основні галузі зайнятості: транспорт — 22,2 %, роздрібна торгівля — 22,2 %, виробництво — 11,1 %, освіта, охорона здоров'я та соціальна допомога — 11,1 %.